# پنجاه و نهمین دوره جوایز اسکار
پنجاه و نهمین دوره مراسم اعطای جوایز اسکار (انگلیسی: 59th Academy Awards) در روز دوشنبه ۳۰ مارس ۱۹۸۷ در دوروتی چندلر پاویون لوس آنجلس برگزار شد. در این مراسم بهترین فیلم‌های سال ۱۹۸۶ جهان به انتخاب آکادمی علوم و هنرهای تصاویر متحرک جایزه گرفتند.
چوی چیس، گلدی هان و پل هوگان مجریان این مراسم بود

## جوایز

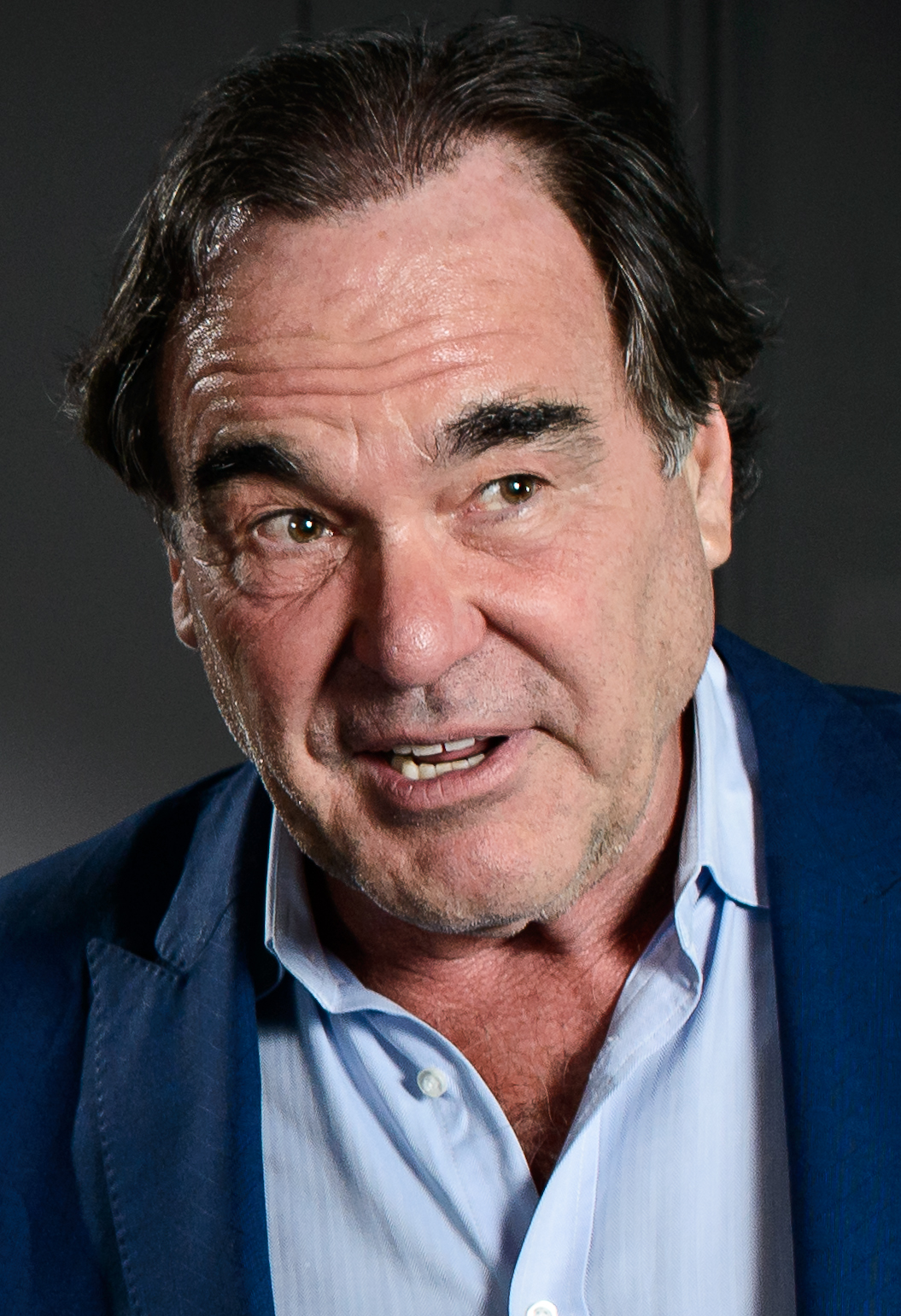
الیور استون، Best Director winner

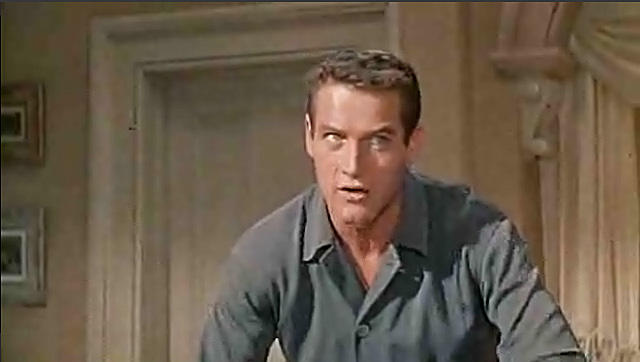
پل نیومن، Best Actor winner

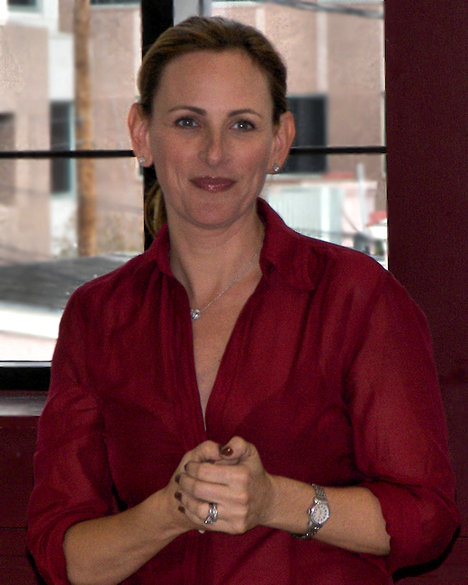
مارلی متلین، Best Actress winner

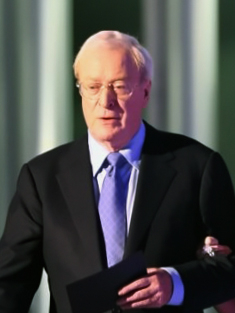
مایکل کین، Best Supporting Actor winner

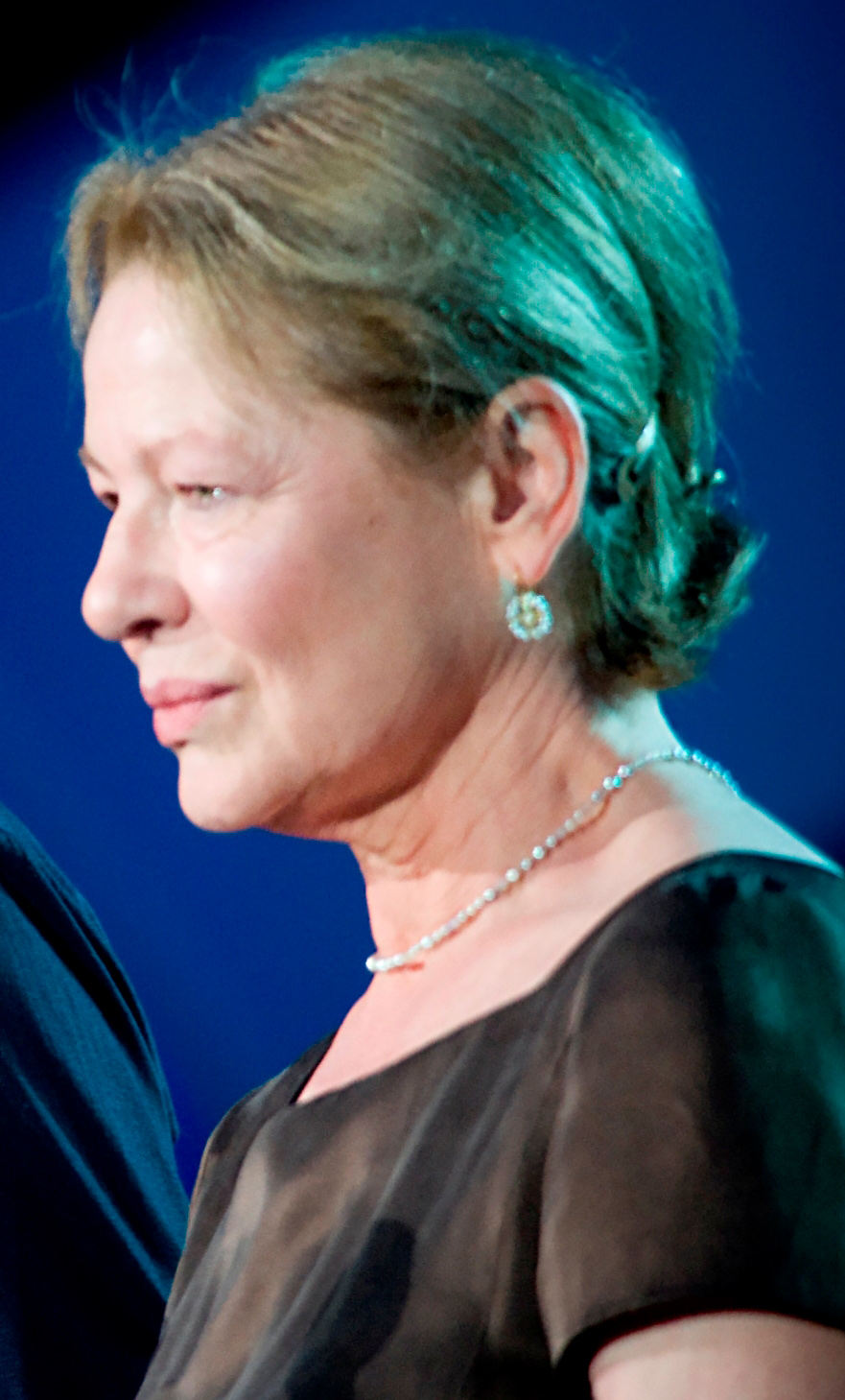
دایان ویست، Best Supporting Actress winner

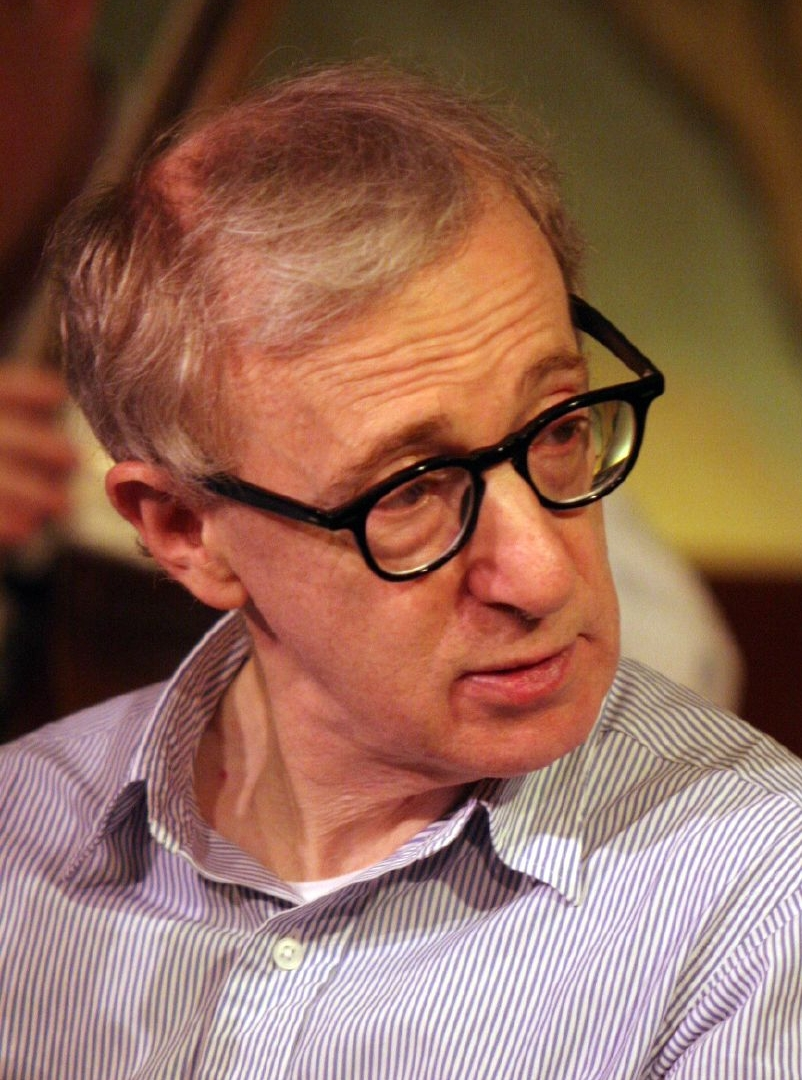
وودی آلن، Best Original Screenplay winner

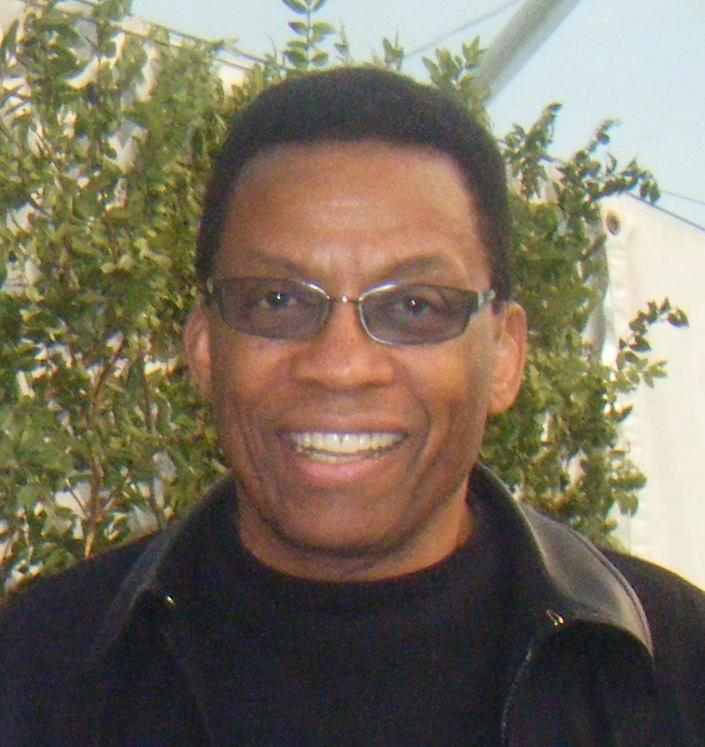
هربی هنکاک، Best Original Score winner

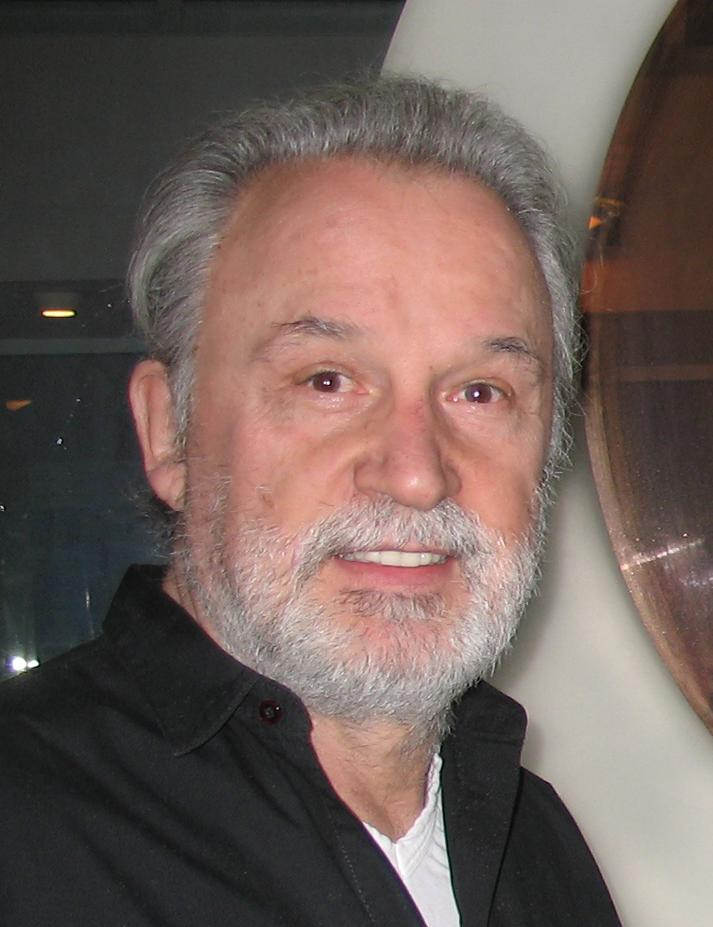
جورجو مورودر، Best Original Song co-winner

Winners are listed first and indicated with a double-dagger ()
| جایزه اسکار بهترین فیلم - جوخه – Arnold Kopelson - فرزندان یک خدای کوچکتر – Burt Sugarman و Patrick J. Palmer - هانا و خواهرانش – رابرت گرینهوت - مأموریت – Fernando Ghia و David Puttnam - اتاقی با یک چشم‌انداز – اسماعیل مرچنت | جایزه اسکار بهترین کارگردانی - الیور استون – جوخه - وودی آلن – هانا و خواهرانش - جیمز ایوری – اتاقی با یک چشم‌انداز - رولند جافه – مأموریت - دیوید لینچ – مخمل آبی |
| جایزه اسکار بهترین بازیگر نقش اول مرد - پل نیومن – رنگ پول در نقش "Fast Eddie" Felson - دکستر گوردون – نزدیک نیمه شب در نقش Dale Turner - باب هاسکینز – مونا لیزا در نقش George - ویلیام هرت – فرزندان یک خدای کوچکتر در نقش James Leeds - جیمز وودز – سالوادور در نقش Richard Boyle | جایزه اسکار بهترین بازیگر نقش اول زن - مارلی متلین – فرزندان یک خدای کوچکتر در نقش Sarah Norman - جین فوندا – صبح روز بعد در نقش Alex Sternbergen - سیسی اسپیسک – جنایت‌های دل در نقش Babe Magrath - کاتلین ترنر – پگی سو ازدواج کرد در نقش Peggy Sue Bodell - سیگورنی ویور – بیگانه‌ها در نقش Ellen Ripley |
| جایزه اسکار بهترین بازیگر نقش مکمل مرد - مایکل کین – هانا و خواهرانش در نقش Elliott Daniels - تام برنگر – جوخه در نقش Sgt. Bob Barnes - ویلم دفو – جوخه در نقش Sgt. Elias Grodin - دنهلم الیوت – اتاقی با یک چشم‌انداز as Mr. Emerson - دنیس هاپر – هوزیرها در نقش Wilbur "Shooter" Flatch | جایزه اسکار بهترین بازیگر نقش مکمل زن - دایان ویست – هانا و خواهرانش در نقش Holly - تس هارپر – جنایت‌های دل در نقش Chick Boyle - پایپر لوری – فرزندان یک خدای کوچکتر در نقش Mrs. Norman - مری الیزابت ماسترانتونیو – رنگ پول در نقش Carmen - مگی اسمیت – اتاقی با یک چشم‌انداز در نقش Charlotte Bartlett |
| جایزه اسکار بهترین فیلم‌نامه غیراقتباسی - هانا و خواهرانش – وودی آلن - داندی کروکودیل – Screenplay by پل هوگان، Ken Shadie و John Cornell; Story by پل هوگان - رختشویخانه زیبای من – حنیف قریشی - جوخه – الیور استون - سالوادور – الیور استون و Rick Boyle | جایزه اسکار بهترین فیلم‌نامه اقتباسی - اتاقی با یک چشم‌انداز – روث پراور جابوالا from اتاقی با یک منظره by ادوارد مورگان فورستر - فرزندان یک خدای کوچکتر – Hesper Anderson و Mark Medoff from Children of a Lesser God by Mark Medoff - رنگ پول – ریچارد پرایس from The Color of Money by والتر تویس - جنایت‌های دل – بث هنلی from Crimes of the Heart by بث هنلی - کنار من بمان – Raynold Gideon و Bruce A. Evans from The Body by استیون کینگ |
| جایزه اسکار بهترین فیلم خارجی‌زبان - حمله (The Netherlands) به هلندی و آلمانی – فونس رادماکرس - بتی بلو (France) به فرانسوی – ژان-ژاک بنکس - The Decline of the American Empire (Canada) به فرانسوی – دنیس آرکند - My Sweet Little Village (Czechoslovakia) به چکی – ییری منتسل - 38 (Austria) به آلمانی – ولفگانگ گلوک | |
| Best Documentary Feature - آرتی شاو: زمان چیزی است که به‌دست آورده‌ای – Brigitte Berman - بی‌خانمانی در امریکا – Joseph Feury و Milton Justice - Chile: Hasta Cuando? – David Bradbury - Isaac in America: A Journey with Isaac Bashevis Singer – Kirk Simon و Amram Nowak - Witness to Apartheid – Sharon I. Sopher | Best Documentary Short - Women – for America, for the World – Vivienne Verdon-Roe - Debonair Dancers – Alison Nigh-Strelich - The Masters of Disaster – Sonya Friedman - Red Grooms: Sunflower in a Hothouse – Thomas L. Neff و Madeline Bell - Sam – Aaron D. Weisblatt |
| جایزه اسکار بهترین فیلم کوتاه - Precious Images – چاک ورکمن - Exit – Stefano Reali و Pino Quartullo - Love Struck – Fredda Weiss | جایزه اسکار بهترین پویانمایی کوتاه - "A Greek Tragedy" – Linda Van Tulden و Willem Thijssen - The Frog, the Dog and the Devil – Bob Stenhouse - چراغ مطالعه کوچک‌تر – جان لستر و William Reeves |
| جایزه اسکار بهترین موسیقی فیلم - نزدیک نیمه شب – هربی هنکاک - بیگانه‌ها – جیمز هورنر - هوزیرها – جری گلدسمیت - مأموریت – انیو موریکونه - پیشگامان فضا ۴: سفر به خانه – لئونارد روزنمن | جایزه اسکار بهترین ترانه - "Take My Breath Away" from تاپ گان – موسیقی و ترانه اثر جورجو مورودر و تام ویتلاک - "Glory of Love" from بچه کاراته‌کا، قسمت دوم – موسیقی اثر Peter Cetera و دیوید فاستر; ترانه اثر Peter Cetera و Diane Nini - "Life in a Looking Glass" from That's Life – موسیقی اثر هنری مانچینی; ترانه اثر لسلی بریکوس - "Mean Green Mother from Outer Space" from Little Shop of Horrors – موسیقی اثر آلن منکن; ترانه اثر هاوارد اشمن - "Somewhere Out There" from An American Tail – موسیقی اثر جیمز هورنر و Barry Mann; ترانه اثر Cynthia Weil |
| Best Sound - جوخه – John Wilkinson, Richard Rogers, Simon Kaye و Charles Grenzbach - بیگانه‌ها – Graham V. Hartstone, Nicolas Le Messurier, Michael A. Carter و Roy Charman - مرز دل‌شکستگی – Les Fresholtz, Dick Alexander, Vern Poore و Bill Nelson - پیشگامان فضا ۴: سفر به خانه – Terry Porter, David J. Hudson, مل متکالف و Gene Cantamessa - تاپ گان – دونالد میچل (مهندس صدا), Kevin O'Connell, Rick Kline و William B. Kaplan         | جایزه اسکار بهترین تدوین صدا - بیگانه‌ها – Don Sharpe - پیشگامان فضا ۴: سفر به خانه – Mark Mangini - تاپ گان – Cecelia Hall و George Watters II |
| جایزه اسکار بهترین طراحی صحنه - اتاقی با یک چشم‌انداز – کارگردان هنری: Gianni Quaranta و Brian Ackland-Snow; طراحی صحنه: Brian Savegar و Elio Altramura - بیگانه‌ها – کارگردان هنری: Peter Lamont; طراحی صحنه: Crispian Sallis - رنگ پول – کارگردان هنری: Boris Leven; طراحی صحنه: Karen O'Hara - هانا و خواهرانش – کارگردان هنری: Stuart Wurtzel; طراحی صحنه: Carol Joffe - مأموریت – کارگردان هنری: Stuart Craig; طراحی صحنه: Jack Stephens | جایزه اسکار بهترین فیلمبرداری - مأموریت – کریس منجس - پگی سو ازدواج کرد – جردن کروننوت - جوخه – رابرت ریچاردسون - اتاقی با یک چشم‌انداز – تونی پی‌یرس-رابرتز - پیشگامان فضا ۴: سفر به خانه – دونالد پترمن |
| Best Makeup - مگس – Chris Walas و Stephan Dupuis - The Clan of the Cave Bear – Michael George Westmore و Michèle Burke - افسانه – راب باتین و Peter Robb-King | جایزه اسکار بهترین طراحی لباس - اتاقی با یک چشم‌انداز – جنی بیون و John Bright - مأموریت – Enrico Sabbatini - Otello – Anna Anni, Maurizio Millenotti - پگی سو ازدواج کرد – Theadora Van Runkle - دزدان دریایی – آنتونتی پاول |
| جایزه اسکار بهترین تدوین - جوخه – کلیر سیمپسون - بیگانه‌ها – ری لاوجوی - هانا و خواهرانش – سوزان ای مورس - مأموریت – جیم کلارک - تاپ گان – بیلی وبر | جایزه اسکار بهترین جلوه‌های تصویری - بیگانه‌ها – Robert Skotak, استن وینستون، John Richardson و Suzanne M. Benson - Little Shop of Horrors – Lyle Conway, Bran Ferren و Martin Gutteridge - Poltergeist II: The Other Side – Richard Edlund, John Bruno, Garry Waller و William Neil |

## جایزه اسکار افتخاری
- رالف بلامی[۳]

## جایزه اسکار یادبود ایروینگ جی. تالبرگ
- استیون اسپیلبرگ[۴]

## فیلم‌های با بیش از یک جایزه یا نامزدی
| جوایز | فیلم                        |
| ----- | --------------------------- |
| ۸     | جوخه                        |
| ۸     | اتاقی با یک چشم‌انداز        |
| ۷     | بیگانه‌ها                    |
| ۷     | هانا و خواهرانش             |
| ۷     | مأموریت                     |
| 5     | فرزندان یک خدای کوچکتر      |
| ۴     | رنگ پول                     |
| ۴     | پیشگامان فضا ۴: سفر به خانه |
| ۴     | تاپ گان                     |
| ۳     | جنایت‌های دل                 |
| ۳     | پگی سو ازدواج کرد           |
| ۲     | هوزیرها                     |
| ۲     | Little Shop of Horrors      |
| ۲     | نزدیک نیمه شب               |
| ۲     | سالوادور                    |

| جوایز | فیلم                 |
| ----- | -------------------- |
| 4     | جوخه                 |
| ۳     | هانا و خواهرانش      |
| ۳     | اتاقی با یک چشم‌انداز |
| 2     | بیگانه‌ها             |